# Xứ sở các nguyên tố
Xử sở các nguyên tố (tên tiếng Anh: Elemental) là bộ phim hoạt hình máy tính lãng mạn kỳ ảo của Mỹ ra mắt năm 2023, được sản xuất bởi Walt Disney Pictures và Pixar Animation Studios và phân phối bởi Walt Disney Studios Motion Pictures. Phim được đạo diễn bởi Peter Sohn và sản xuất bởi Denise Ream, với kịch bản do Brenda Hsueh chấp bút. Phim còn có sự tham gia lồng tiếng của Leah Lewis và Mamoudou Athie lần lượt trong vai hai nhân vật chính là Ember và Wade. Bộ phim là hành trình xoay quanh mối quan hệ giữa cô nàng nguyên tố lửa, Ember (do Lewis lồng tiếng) và chàng trai nguyên tố nước, Wade (do Athie lồng tiếng), những cá thể không thể chạm được đến nhau; nhưng cùng nhau khám phá xem họ có bao nhiêu điểm chung giống nhau.
Xứ sở các nguyên tố được lấy cảm hứng từ thời thanh xuân của Sohn, lớn lên với danh là con trai của những người nhập cư tại Thành phố New York vào những năm 1970, phim sẽ làm nổi bật sự đa dạng về văn hóa và sắc tộc khác biệt của thành phố.
Xứ sở các nguyên tố được công chiếu tại các rạp phim của Hoa Kỳ vào ngày 16 tháng 6 năm 2023, và tại Việt Nam vào ngày 23 tháng 6 cùng năm. Bộ phim nhận về những lời nhận xét trái chiều đến tích cực từ giới chuyên môn, và đồng thời còn được đề cử giải Oscar cho phim hoạt hình hay nhất tại giải Oscar lần thứ 96.

## Tiền đề
Lấy bối cảnh tại một thành phố nơi mà các cư dân thuộc các nguyên tố lửa, nước, đất và khí cùng chung sống với nhau, một cô nàng nóng nảy và một chàng trai ba phải cùng nhau khám phá ra những vài yếu tố: liệu họ giống nhau đến bao nhiêu.— Pixar Animation Studios

## Lồng tiếng
- Leah Lewis lồng tiếng vai Ember Lumen, cư dân thuộc nguyên tố lửa, được miêu tả là một cô gái "cứng rắn, nhanh trí và nóng nảy".
- Mamoudou Athie lồng tiếng vai Wade Ripple, cư dân thuộc nguyên tố nước, được miêu tả là một chàng trai "vui vẻ, ngốc nghếch và ba phải".

## Sản xuất

### Phát triển
Vào ngày 16 tháng 5, 2022, hãng phim Pixar thông báo về một dự án mới có tựa đề là Xứ sở các nguyên tố, với bối cảnh trung tâm là những nguyên tố cổ điển bao gồm lửa, nước, khí và đất được nhân hóa với vị trí đạo diễn sẽ do Peter Sohn chỉ đạo và sản xuất sẽ do Denise Ream cầm trịch. Theo Sohn, những ý tưởng của phim được lấy cảm hứng dựa trên những trải nghiệm của anh khi còn là một đứa con của những người nhập cư tại Thành phố New York vào những năm thập niên 70. Anh cũng chia sẻ rằng: "Cha mẹ tôi di cư từ Hàn Quốc vào những năm đầu thập niên 70 và xây dựng lên một cửa hàng tạp hóa đồ sộ tại Bronx." Vị đạo diễn nói thêm: "Chúng tôi là một trong số nhiều những gia đình dám mạo hiểm đến một vùng đất mới với những hy vọng và ước mơ — tất cả chúng tôi sống chung hòa với nhau thành một tô xà lách lớn của những văn hóa, những ngôn ngữ và những khu phố nhỏ xinh xắn. Và đó là điều đã dẫn tôi đến Xứ sở các nguyên tố." Đây là lần tái hợp tác của Sohn và Ream sau sự hợp tác đầu tiên của họ là Chú khủng long tốt bụng (2015).  Kịch bản phim sẽ được chấp bút bởi Brenda Hsueh, nhà tư vấn sáng tạo của bộ phim Gấu đỏ biến hình (2022).

### Tuyển vai
Vào ngày 9 tháng 9, 2022, trong sự kiện D23 Expo, Leah Lewis and Mamoudou Athie được tiết lộ sẽ tham gia lồng tiếng chính lần lượt cho hai nhân vật chính của phim là Ember và Wade.

## Phát hành
Xứ sở các nguyên tố được phát hành tại các rạp chiếu ở Hoa Kỳ vào ngày 16 tháng 6 năm 2023, và tại Việt Nam vào ngày 23 tháng 6 cùng năm, do hãng Walt Disney Studios Motion Pictures phát hành.

### Quảng bá
Sau các thông báo về dự án, những hình ảnh ý tưởng đầu tiên của bộ phim đã được tiết lộ vào ngày 16 tháng 5, 2022. Viết trên Polygon, Nicole Clark đã cho biết rằng những người hâm mộ đang "chỉ ra những điểm tương đồng của phim với loạt trò chơi Fireboy and Watergirl, gồm sáu phần và được phát triển bởi Oslo Albet." Ngày 9 tháng 9, 2022, loạt thông báo về sự tham gia của dàn diễn viên lồng tiếng, những hình ảnh đầu tiên cũng như áp phích giới thiệu phim cũng lần lượt được công bố trong sự kiện D23 Expo Presentation năm 2022. Đoạn phim giới thiệu đầu tiên của phim cũng được phát hành vào ngày 17 tháng 11 năm 2022, lấy bối cảnh là nền nhạc bài hát "Hell N Back" của Bakar. Theo bài viết của tờ /Film, Jeremy Mathai đã có những nhận xét tích cực về đoạn phim, anh chia sẻ rằng nó "được dựng hình một cách tuyệt vời và quyến rũ không thể cưỡng lại được."